# Aiden Hazzard
Aiden Hazzard (* 19. April 1998) ist ein Leichtathlet aus Anguilla, der sich auf den Sprint spezialisiert hat.

## Sportliche Laufbahn
Erste Erfahrungen bei internationalen Meisterschaften sammelte Aiden Hazzard bei den CARIFTA-Games 2017 in Willemstad, bei denen er mit 49,49 s in der ersten Runde im 400-Meter-Lauf ausschied. 2022 startete er dank einer Wildcard bei den Weltmeisterschaften in Eugene und schied dort mit 51,44 s im Vorlauf aus.

## Persönliche Bestzeiten
- 400 Meter: 48,42 s, 14. März 2019 in Houston
  - 400 Meter (Halle): 49,02 s, 16. Februar 2019 in College Station (anguillanischer Rekord)